# Per Nilsson i Bonarp
Per Nilsson (i riksdagen kallad Nilsson i Bonarp), född 29 juni 1865 i Riseberga, Kristianstads län, död där 11 november 1933, var en svensk hemmansägare och politiker. 
Per Nilsson genomgick Fridhems folkhögskola 1884–1885 och var verksam som räkenskapsförare i Riseberga kommunalnämnd 1885–1892. Han valdes 1903 till ledamot av andra kammaren för Norra Åsbo domsagas valkrets och var riksdagsman fram till 1933. Han tillhörde Lantmannapartiet och blev vid högerpartiernas sammanslagning 1912 medlem av Lantmanna- och borgarpartiets förtroenderåd samt dess sekreterare. Han var ledamot av ålderdoms- och invaliditetsförsäkringskommittén 1907 och av bevillningsutskottet 1910-1913 samt förordnades 1913 att jämte andra biträda den nyinrättade Pensionsstyrelsen. Han var andra kammarens 2:e vice talman 1921–1931 samt dess 1:e vice talman 1931–1932.

## Fotnoter
1. 1 2 3 4 5 6 7 8  Per Nilsson, Svenskt biografiskt lexikon, Svenskt Biografiskt Lexikon-ID: 8972, läs online.[källa från Wikidata]
2. 1 2 3 4 5 6 7 8 9 10  Tvåkammar-riksdagen 1867–1970, vol. 3, 1985, s. 140, Svenskt porträttarkiv: sj9PGLAlnmUAAAAAABfpzg, läst: 5 februari 2022.[källa från Wikidata]
3. 1 2 3 4  Sveriges riksdag 1924 : porträttalbum, 1925, s. 66, läs onlineläs online, läst: 19 mars 2022.[källa från Wikidata]
4. ↑  Nordisk familjebok : Mykenai - Norrpada, vol. 19, 1913, s. 1035, läs onlineläs online, läst: 17 oktober 2023.[källa från Wikidata]
5. 1 2  Vem var det?, 1944, s. 240, läs onlineläs online, läst: 10 februari 2021.[källa från Wikidata]
6. ↑  Sveriges Dödbok 1901–2009, DVD-ROM, Version 5.00, Sveriges Släktforskarförbund (2010).